# واتسلاف ندمومانسکی
واتسلاف ندمومانسکی (چکی: Václav Nedomanský؛ زادهٔ ۱۴ مارس ۱۹۴۴) بازیکن هاکی روی یخ اهل چکسلواکی بود.
از باشگاه‌هایی که در آن بازی کرده‌است می‌توان به نیویورک رنجرز اشاره کرد.